# Riin Emajõe
Riin Emajõe (* 29. März 1993 in Põltsamaa) ist eine estnische Fußballspielerin.

## Karriere

### Verein
Emajõe begann ihre Vereinskarriere im Jahr 2010 beim estnischen Klub Lootos Põlva. Im Jahr 2013 wechselte sie zu FC Flora Tallinn. Anschließend zog sie 2015 in die Vereinigten Staaten, um ein Studium aufzunehmen und gleichzeitig College-Fußball zu spielen. Sie trat dem Team der University of Maine, den Maine Black Bears, bei.

### Nationalmannschaft
Emajõe gab ihr Debüt für die 
estnische A-Nationalmannschaft im Jahr 2012. In dieser Zeit nahm sie unter anderem an Qualifikationsspielen zur FIFA Frauen-Weltmeisterschaft und zur UEFA Frauen-EM teil.